# Mine de Nástup - Tušimice
 (mars 2025).
La mine de Nástup - Tušimice est une mine à ciel ouvert de charbon située en République tchèque.